# Sultanat de Kabala
El sultanat de Kabala o Gabala fou un antic petit estat de l'Azerbaidjan que es va fundar a la meitat del segle xvii (vers 1650). Limitava al nord amb les muntanyes del Caucas, amb la regió de Gochay, a l'oest amb el riu Alijan i al sud amb terres del Kanat de Shaki. Va estar sotmès al kan de Shaki.
Al final del segle xvii quan va esdevenir un simple mahal (districte) governat per un naib designat pel kan de Shaki.